# Сарытобе (Жетысуская область)
Сарытобе (каз. Сарытөбе) — село в Панфиловском районе Жетысуской области Казахстана. Входит в состав Коныроленского сельского округа. Код КАТО — 195643300.

## Население
В 1999 году население села составляло 741 человек (371 мужчина и 370 женщин). По данным переписи 2009 года, в селе проживало 757 человек (382 мужчины и 375 женщин).